# العلاج الكيميائي الكهربائي

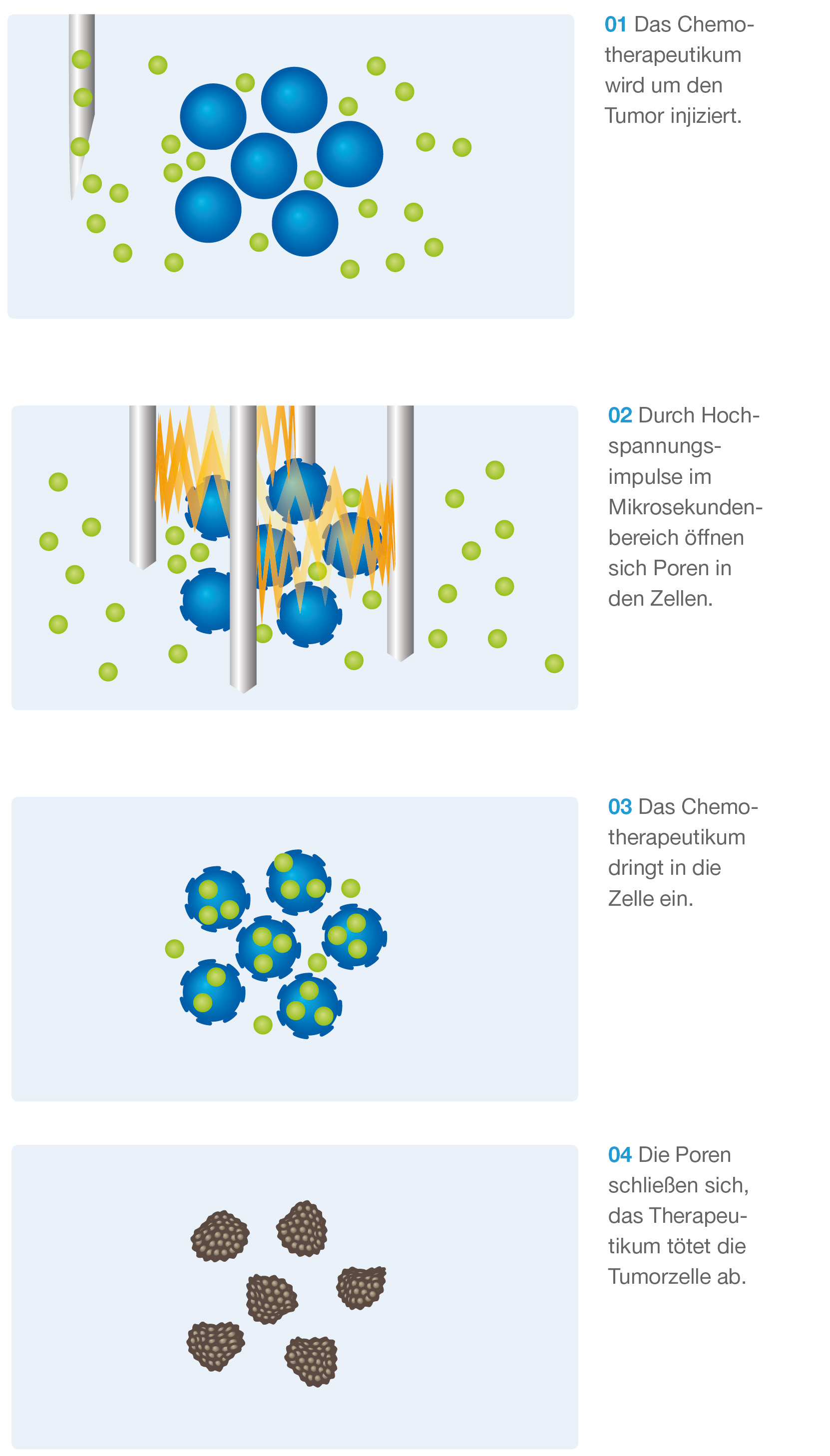

العلاج الكهربائي الكيميائي هو نوع من العلاج الكيميائي الذي يسمح بتوصيل العلاج الغير الدائم إلى الخلية. وهو يستند إلى التطبيق المحلي لذبذباتالكهربائيه القصيرة والشديدة التي تتخلل غشاء الخلية بشكل أنتقالي، وبالتالي يسمح بنقل جزيئات أخرى بخلاف ذلك لايسمح به الغشاء
و قد وصل تطبيقعلاج الاورام الجلدية وتحت الجلدية إلى الاستخدام السريري باستخدام عقاقير مثل بليوميسين أو السيبلاتين.

و قد استخدم العلاج الكيميائي الكهربائي باستخدام بليوميسين لعلاج مريض للمرة الأولى في عام 1991 في المعهد غوستاف روسي في فرنسا، 
في حين تماستخدام العلاج الكهربائي الكيميائي باستخدام سيبلاتين كان يستخدم للعلاج لأول مره عام 1995 في معهد الأورام ليوبليانا سلوفينيا.
عندئذٍ تمت معالجه أكثر من 4000 مريض (أستراليا، النمسا، بلجيكا، بلغاريا، الدنمارك، فرنسا، ألمانيا، اليونان، المجر، أيرلندا، إيطاليا، اليابان، المكسيك، نيكاراغوا، بولندا، البرتغال وسلوفينيا وإسبانياو السويد والمملكة المتحدة والولايات المتحدة الأمريكية).
منذ عهد قريب، تم تطوير طرائق جديدة للعلاج الكيميائي الكهربائي لعلاج الأورام الداخلية باستخدام الاجراءات الجراحية أو الطرق التنظير الداخلي أوالجلدي للوصول إلى منطقه العلاج.

## المبدأ المادي
عندما تتعرض خليه بيولوجيه لحقل كهربائي بقوة كافيه، ويتم توليد زياده في الجهد عبر  الغشاء، مما يؤدي إلى إعادة ترتيب بنية غشاء الخلية، 
وتؤدي هذهالتغيرات إلى زيادة نفاذية غشاء الخلية مما سمح بدخل الجزيئات غير نقية إلى الخلية.
تسمى هذه الظاهرة بالصعقة بالكهرباء (التهديد الكهربائي)
وهي تستخدم على نطاق واسع لتحسين توصيل الدواء المضاد للسرطان إلى الخلايا، التي يشار إليها بالعلاج الكيميائي الكهربائي.
تستخدم جميع تطبيقات الطن الحيوي جميعها للنفاذية الكهربائيه للخليه تيارات مباشرة (جميعها احادية الأقطاب)مع نبضات قصيرة ومكثفه (على الرغم من إمكانيكة استخدام المخللة للوقت في المختبر)
يعتمد سعة الذبذبات على الأنسجة وعلى شكل الاقطاب الكهربائية وموضعها، ولكن، في حالة وجود أقدام، فإن النبضات الكهربائيه يجب أن تكون مرتفعة بمايكفي لإنشاء مجال كهربائي يبلغ 400 فولت/سم في منطقة الورم (8 نبضات تستغرق 100 ميكروثانية). تكون مدة النبضات عادة مائة ميكروثانيه. فيالتجارب المبكرة، يتم توصيل النبضات مع فترة ثانية واحدة (أي عن تكرار (1) هرتز)؛ اليوم، يتم تسليم النبضات في مدة زمنية أقصر بكثير، تردد تكرار 5000هرتز، مما يؤدي إلى عدم  ارتياح اقل بكثير للمريض فترة علاج أقصر. لعلاج الأورام العميقه في المنطقة القريبه من القلب تتم مزامنة النبضات مع فترة التسخين المطلقه النسبية لكل نبضة قلب لتقليل احتمال تفاعل النبضات مع وظيفه القلب.

## العلاج
العلاج الكربائي الكيميائي يتكون من توصيل علاج سام للخلايا، سؤاء بشكل منهجي أو محلي (على سبيل المثال:بليوميسين) أو الآدويه منخفضة النفاذية (على سبيل المثال:سيبلاتين) وتطبيق النبضات الكهربائية على المنطقة التي يتم علاجها عندما يكون تركيز الدواء في الورم في ذروته. مع توصيل الذبذبات أوالنبضات الكهربائية، تتعرض الخلايا لمجال كهربائي يسبب تكونّ النفاذية على غشاء الخلية، الذي يؤدي إلى تغيير نفاذية الغشاء. في هذه المرحلة ولبعض منالوقت بعد أن تم توصيل النبضات، يمكن أن ينتشر جزيء العوامل السامة للخلايا بحريه إلى داخل السيتوبلازم ويمارس تآثير السامة للخلايا. يمكن القيام بتحديد المواقع المتعددة للأقطاب الكهربائية، وتقدم نبضة لاحقة، يمكن إجراء ذلك أثناء جلسة علاج الآفة بأكملها، بشرط أن يكون تركيز الدواء كافياً. يمكن تكرار العلاج على مدار أسابيع أو أشهر لتحقيق تراجعالأقطاب الكبيرة.